# 高勝寺 (稲城市)
高勝寺（こうしょうじ）は、東京都稲城市坂浜にある真言宗豊山派の寺院。

## 歴史
1368年（応安元年）、鎮海和尚によって開山された。仁和寺の末寺であったことから、菊花紋章の使用が許される格式があったという。かつては20前後の末寺を擁していた。
本堂裏手にカヤの木がある。雌株で高さ約25メートル、幹まわりは約6メートルの大木で、東京都の天然記念物に指定されている。
かつては牡丹園があることで知られていた。1981年（昭和56年）に開園したもので、70種類2000株の牡丹が植えられていた。現在は閉園している。

## 文化財
- 高勝寺のカヤ（東京都指定天然記念物 昭和36年1月31日指定）[3]

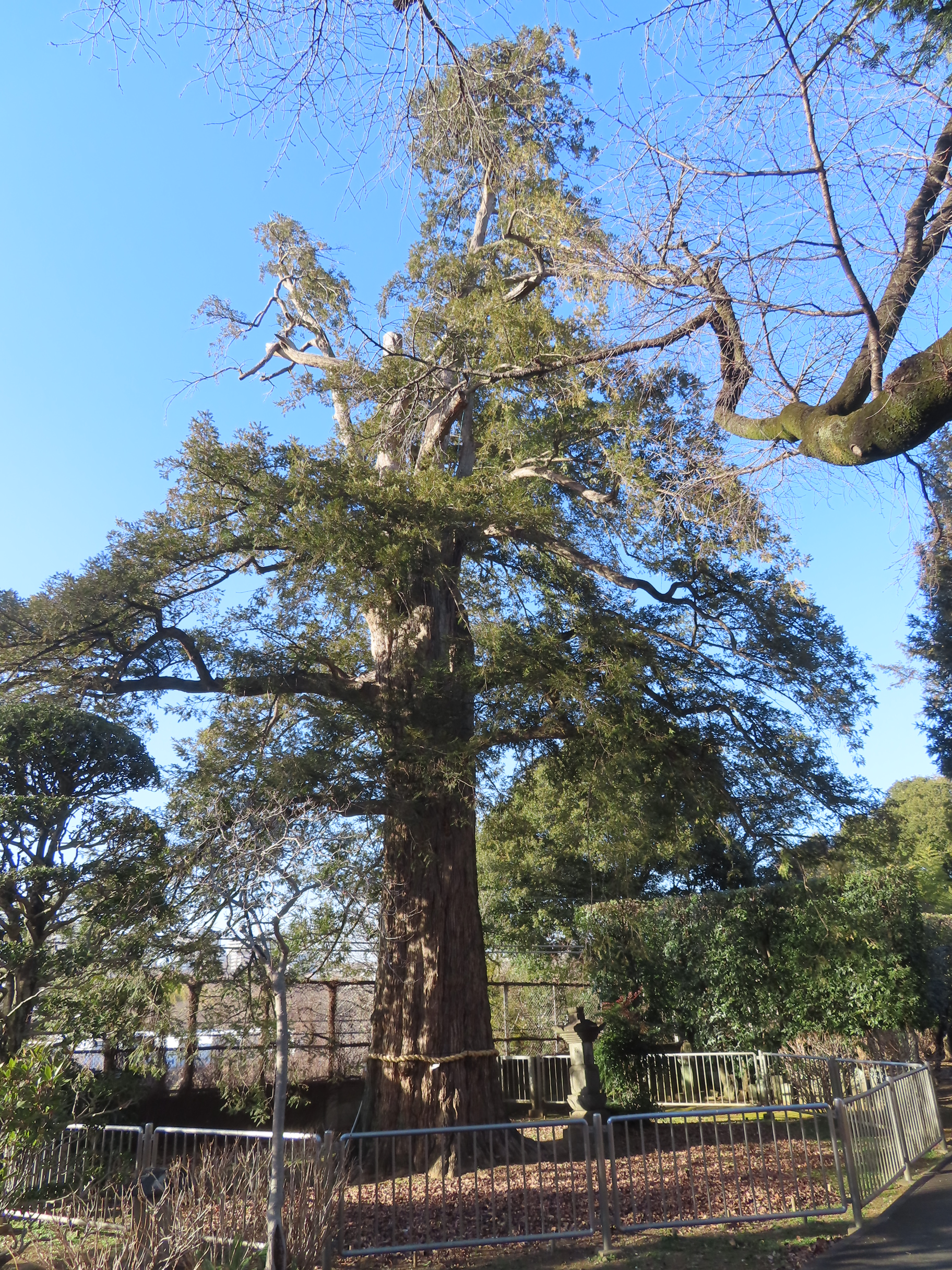
カヤの木

## 交通アクセス
- 路線バス駒沢学園入口停留所より徒歩6分。